# Dejan Kurbus
Dejan Kurbus (nacido el 16 de enero de 1993) es un futbolista esloveno que juega en defensa, aunque puede jugar tanto de central como de lateral derecho e incluso como mediocentro. Actualmente juega en el USV Allerheiligen de la Oberliga Mitte West austriaca.

## Carrera
Formado en las categorías inferiores del NK Maribor paso al fútbol profesional al firmar por el NŠ Mura.Después de una temporada en el club pasó dos temporadas en el fútbol esloveno en el DNŠ Zavrč y el NK Veržej, respectivamente.
En la temporada 2014/15 ficha por el Zamora CF, aspirante al ascenso a la Liga Adelante.A pesar de serle diagnosticada una mononucleosis, la temporada que militó en el club jugó un total de 25 partidos con el club zamorano.
La temporada siguiente ficha por el Sestao River. Con el equipo vasco jugó un total de 27 partidos en los marcó un gol.
La siguiente temporada pasa a formar parte del SV Allerheiligen austriaco en el que militará una temporada para volver a fichar por el NŠ Mura la siguiente temporada.
En enero de 2019 vuelve al fútbol austriaco al firmar por el USV Gabersdorf de la Oberliga Mitte West.